# Швець Валентин Родіонович
Валентин Родіонович Швець (27 вересня 1939, село Розсохуватка, тепер Катеринопільського району Черкаської області — листопад 2021) — український радянський діяч, 1-й секретар Кагарлицького райкому КПУ Київської області. Член ЦК КПУ в 1986—1990 р. Народний депутат України 1-го скликання.

## Біографія
Народився у селянській родині. Закінчив Звенигородський радгосп-технікум Черкаської області. Працював бригадиром, а з 1959 року — агрономом колгоспу села Розсохуватки Катеринопільського району Черкаської області.
Член КПРС з 1960 року.
У 1961—1964 роках — в Радянській армії.
У 1964—1968 роках — студент Білоцерківського сільськогосподарського інституту Київської області, здобув спеціальність вченого агронома.
У 1968—1974 роках — голова колгоспу Білоцерківського району Київської області.
У 1974—1975 роках — інструктор, заступник завідувача відділу сільського господарства Київського обласного комітету КПУ.
У 1975—1983 роках — 1-й секретар Богуславського районного комітету КПУ Київської області.
У 1983—1991 роках — 1-й секретар Кагарлицького районного комітету КПУ Київської області. У квітні 1990 — 1992 року — голова Кагарлицької районної ради, одночасно у 1991—1992 роках — голова виконавчого комітету Кагарлицької районної ради народних депутатів Київської області.
З 1992 року — директор Узинського плодоконсервного заводу Білоцерківського району Київської області.
Потім — на пенсії в місті Кагарлику Київської області.

## Нагороди
- орден Трудового Червоного Прапора
- орден Жовтневої Революції
- медалі
- Почесна грамота Президії Верховної Ради Української РСР (28.10.1987)